# Saison 1 de Supernatural
Chronologie
Saison 2
La première saison de Supernatural, série télévisée américaine, est constituée de vingt-deux épisodes diffusée du 13 septembre 2005 au 4 mai 2006 sur The WB, aux États-Unis.

## Synopsis
Après la mort surnaturelle de sa femme Mary, John Winchester devient un « chasseur » pour retrouver la créature qui l'a tuée et ainsi venger sa mort. Il entraîne avec lui ses deux fils, Dean et Sam, qui sont élevés comme des soldats et grandissent dans l'univers du surnaturel. Vingt-deux ans plus tard, John disparaît au cours d'une chasse et Dean décide d'aller retrouver Sam à l'université de Stanford pour l'aider à rechercher leur père. Tout au long de la saison, ils suivent les traces de leur père en combattant des esprits et autres créatures surnaturelles, l'histoire et la mise en scène présentant chaque épisode comme un nouveau film d'horreur.

## Distribution

### Acteurs principaux
- Jared Padalecki (VF : Damien Boisseau) : Sam Winchester
- Jensen Ackles (VF : Fabrice Josso) : Dean Winchester

### Créatures de la saison
- Fantômes
- Wendigo
- Démons
- Polymorphe
- Polteirgeist
- Dieu Païen
- Faucheuse
- Daevas
- Tulpa
- Stryge
- Vampires
- Dame Blanche

## Liste des épisodes

### Épisode 1:La Dame blanche
- États-Unis /  Canada : 13 septembre 2005 sur The WB / Citytv[1]
- Belgique : 13 octobre 2006 sur Plug RTL
- France : 
  - 4 décembre 2006 sur TF6
  - 24 mars 2007 sur M6

- États-Unis : 5,69 millions de téléspectateurs
- France : 2,1 millions de téléspectateurs[2]

- Sarah Shahi (Constance Welch)
- Adrianne Palicki (Jessica Moore)
- Samantha Smith (Mary Winchester)
- Jeffrey Dean Morgan (John Winchester)
- R.D. Call (le shérif)
- Jamil Walker Smith (Luis)
- Allan Graf (un adjoint)
- Elizabeth Bond (Amy Hein)
- Sandra Jessica-Couturier (Monica)
- Derek Webster (l'adjoint Jaffe)
- Robert Peters (officier Hein)
- Ken Waters (le plongeur)
- Miriam Korn (Rachel)
- Ross Kohn (Troy Squire)
- Cletus Young (le directeur du motel)
- Rick Dano (le réceptionniste)
- Kaare Anderson (Azazel)
- Steve Railsback (Joseph Welch)

### Épisode 2:Wendigo
- États-Unis : 20 septembre 2005 sur The WB
- Belgique : 20 octobre 2006 sur Plug RTL
- France : 
  - 4 décembre 2006 sur TF6
  - 24 mars 2007 sur M6

- États-Unis : 5,01 millions de téléspectateurs
- France : 1,5 million de téléspectateurs[2]

- Roy Campsall (le Wendigo)
- Alden Ehrenreich (Ben Collins)
- Callum Keith Rennie (Roy)
- Gina Holden (Haley Collins)
- Graham Wardle (Tommy Collins)
- Donnelly Rhodes (Shaw)
- Timothy Webber (ranger Wilkinson)
- Tamara Lashley (l'ambulancière)
- Cory Monteith (Gary)
- Rhys Williams (l'habitant)
- Wren Roberts (Brad)
- Michelle Brezinski (Mme. Collins)

### Épisode 3:L'Esprit du lac
- États-Unis : 27 septembre 2005 sur The WB
- Belgique : 27 octobre 2006 sur Plug RTL
- France : 
  - 18 décembre 2006 sur TF6
  - 31 mars 2007 sur M6

- États-Unis : 5,01 millions de téléspectateurs
- France : 2,2 millions de téléspectateurs[3]

- Amy Acker (Andrea Barr)
- Daniel Hugh Kelly (Shérif Jake Devins)
- Nico McEown (Lucas Barr)
- Amber Borycki (Sophie Carlton)
- Bruce Dawson (Bill Carlton)
- D. Harlan Cutshall (le pêcheur)
- Troy Clare (Will Carlton)
- Aaron Rota (Peter Sweeney)
- Bethoe Shirkoff (Mme. Sweeney)
- Keira Kabatow (la serveuse)

### Épisode 4:Le Fantôme voyageur
- États-Unis : 4 octobre 2005 sur The WB
- Belgique : 3 novembre 2006 sur Plug RTL
- France : 
  - 11 décembre 2006 sur TF6
  - 31 mars 2007 sur M6

- États-Unis : 5,4 millions de téléspectateurs
- France : 1,7 million de téléspectateurs[3]

- Brian Markinson (Jerry Panowski)
- Jaime Ray Newman (Amanda Walker)
- Kett Turton (Max Jaffe)
- Paul Jarrett (George Phelps)
- Fred Henderson (le premier agent de Homeland Security)
- Benjamin Ayres (le second agent de Homeland Security)
- Daryl Shuttleworth (Chuck Lambert)
- Geoff Gustafson (Lou)
- Amanda Wood (l'hôtesse de l'air)
- Kelly-Ruth Mercier (la passagère)
- Ingrid Tesch (Bonnie Phelps)
- Dana Pemberton (l'agent de sécurité)
- Christopher Rosamond (le copilote)

### Épisode 5:La Légende deBloody Mary
Pour les articles homonymes, voir Bloody Mary (homonymie).
- États-Unis : 11 octobre 2005 sur The WB
- Belgique : 10 novembre 2006 sur Plug RTL
- France : 
  - 18 décembre 2006 sur TF6
  - 7 avril 2007 sur M6

- Adrianne Palicki (Jessica Moore)
- Marnette Patterson (Charlie)
- William Taylor (le détective)
- Chelan Simmons (Jill)
- James Ashcroft (le coroner)
- Kristie Marsden (Donna Shoemaker)
- Genevieve Buechner (Lily Shoemaker)
- Duncan Minett (Steven Shoemaker)
- Jessica King (la première amie de Lily)
- Victoria Tennant (le seconde amie de Lily)
- Michael Teigen (l'instituteur)
- Jovanna Huguet (Bloody Mary)
- Dan Shea (la policière)

- Lieu : Toledo, Ohio
- Musique de fin : Laugh, I Nearly Died, The Rolling Stones

### Épisode 6:Faux Frère
- États-Unis : 18 octobre 2005 sur The WB
- Belgique : 17 novembre 2006 sur Plug RTL
- France : 
  - 15 janvier 2007 sur TF6
  - 7 avril 2007 sur M6

- Amy Grabow (Rebecca Warren)
- Aleks Holtz (Zach)
- Marrett Green (le présentateur)
- Peter Shinkoda (Alex)
- Anita Brown (Lindsay)
- Shiraine Haas (la voisine)

### Épisode 7:L'Homme au crochet
- États-Unis : 25 octobre 2005 sur The WB
- Belgique : 24 novembre 2006 sur Plug RTL
- France : 
  - 8 janvier 2007 sur TF6
  - 14 avril 2007 sur M6

- Dan Butler (Révérend Sorenson)
- Jane McGregor (Lori Sorenson)
- Sean Millington (l'homme au crochet)
- Brian Skala (Rich)
- Benjamin Rogers (Mark)
- Alf Humphreys (le shérif)
- Christie Laing (Taylor)
- Mike Waterman (Murph)
- Chelah Horsdal (la bibliothécaire)

### Épisode 8:La Vallée maudite
- États-Unis : 8 novembre 2005 sur The WB
- Belgique : 1er décembre 2006 sur Plug RTL
- France : 
  - 11 décembre 2006 sur TF6
  - 14 avril 2007 sur M6

- Andrew Airlie (Larry Pike)
- Carrie Genzel (Lynda Bloome)
- Tyler Johnston (Matt Pike)
- Jim Byrnes (le professeur d'anthropologie)
- Ryan Robbins (Travis Wheeler)
- Jimmy Herman (Joe Whitetree)
- Michael Daingerfield (Dustin Burwash)
- Mi-Jung Lee (la présentatrice)
- Anne Marie Loder (Joanie Pike)

### Épisode 9:La Maison des cauchemars
- États-Unis : 15 novembre 2005 sur The WB
- Belgique : 8 décembre 2006 sur Plug RTL
- France : 
  - 8 janvier 2007 sur TF6
  - 21 avril 2007 sur M6

- Jeffrey Dean Morgan (John Winchester)
- Samantha Smith (Mary Winchester)
- Kristin Richardson (Jenny)
- Loretta Devine (Missouri Moseley)
- Don Thompson (Mr. Guenther)
- Ginger Page (Sari)
- Jamie Schwanebeck (Richie)
- Scarlett Bruns (la fille du plombier)
- Jerry Rector (le plombier)

### Épisode 10:Terreur à l'asile
Pour les articles homonymes, voir Asylum.
- États-Unis : 22 novembre 2005 sur The WB
- Belgique : 15 décembre 2006 sur Plug RTL
- France : 
  - 22 janvier 2007 sur TF6
  - 21 avril 2007 sur M6

- Brooke Nevin (Katherine)
- Nicholas D'Agosto (Gavin)
- Tom Pickett (Lt. Danny Gunderson)
- Norman Armour (Dr Sanford Ellicott)
- James Purcell (Dr James Ellicott)
- Nancy Bell (un fantôme âgé)
- Peter Benson (Lt. Walter Kelly)
- Roy Campsall (un fantôme)
- Nicole LaPlaca (un fantôme)
- Nancy Bell (Terry Cervantes)
- Richard Dietl (patron du bar)
- Leif Bridgman (un fantôme)
- Karly Warkentin (la femme de l'off. Walter Kelly)

### Épisode 11:L'Épouvantail
- États-Unis : 10 janvier 2006 sur The WB
- Belgique : 22 décembre 2006 sur Plug RTL
- France : 
  - 5 février 2007 sur TF6
  - 28 avril 2007 sur M6

- Nicki Aycox (Meg)
- Jeffrey Dean Morgan (John Winchester)
- Tania Saulnier (Emily)
- Tom Butler (Harley Jorgeson)
- P. Lynn Johnson (Stacey Jorgeson)
- Mike Carpenter (l'épouvantail)
- William B. Davis (le professeur)
- Brent Stait (Scotty)
- David Orth (le shérif)
- Christian Schrapff (Vince)
- Tim O'Halloran (un conducteur)
- Dean Wray (un conducteur)
- Angela Moore (la femme du guichet)

### Épisode 12:Magie noire
- États-Unis : 17 janvier 2006 sur The WB
- Belgique : 29 décembre 2006 sur Plug RTL
- France : 
  - 12 février 2007 sur TF6
  - 28 avril 2007 sur M6

- Rebecca Jenkins (Sue Ann Le Grange)
- Kevin McNulty (Roy Le Grange)
- Julie Benz (Layla Rourke)
- Gillian Barber (Mme Rourke)
- Aaron Craven (David Wright)
- Colin Lawrence (Jason)
- Keith Boak (la faucheuse)
- Erica Carroll (l'infirmière)
- Tiffany Lyndall-Knight (la doctoresse)
- Woody Jeffreys (Marshall Hall)
- Jim Codrington (le docteur)
- Cainan Wiebe (un garçon)
- Kenya Jo Kennedy (une fille)
- Shawn Reis (un policier)
- Scott E. Miller (un policier)
- Pat Waldron (un policier)
- Conrad Whitaker (un policier)
- Nicholas Harrison (la créature)
- Rikki Gagne (le jogger)

### Épisode 14:Télékinésie
- États-Unis : 7 février 2006 sur The WB
- Belgique : 12 janvier 2007 sur Plug RTL
- France : 
  - 8 janvier 2007 sur TF6
  - 5 mai 2007 sur M6

- Beth Broderick (Alice Miller)
- Brendan Fletcher (Max Miller)
- Avery Raskin (Roger Miller)
- Cameron McDonald (Jim Miller)
- Susinn McFarlen (la voisine)
- Fred Keating (le voisin)
- Dalias Blake (l'officier de police)

### Épisode 15:Les Chasseurs
- États-Unis : 14 février 2006 sur The WB
- Belgique : 19 janvier 2007 sur Plug RTL
- France : 
  - 15 janvier 2007 sur TF6
  - 12 mai 2007 sur M6

- Ken Kirzinger (Jared Bender)
- Shawn Reis (Lee Bender)
- John Dennis Johnston (Pa Bender)
- Alexia Fast (Missy Bender)
- Sadie Lawrence (Mme. McKay)
- Jessica Steen (Kathleen)
- Ryan Drescher (Evan McKay)
- Jon Cuthbert (Alvin Jenkins)
- John Specogna (le coroner)

### Épisode 16:Daeva
- États-Unis : 28 février 2006 sur The WB
- Québec : 6 janvier 2007 sur Ztélé[4]
- Belgique : 26 janvier 2007 sur Plug RTL
- France : 
  - 15 janvier 2007 sur TF6
  - 12 mai 2007 sur M6

- Jeffrey Dean Morgan (John Winchester)
- Nimet Kanji (Barman)
- Melanie Papalia (Meredith)
- Nicki Aycox (Meg Masters)
- Lorena Gale (l'intendante d'immeuble)

### Épisode 17:À force de volonté
- États-Unis : 30 mars 2006 sur The WB
- Belgique : 2 février 2007 sur Plug RTL
- France : 
  - 22 janvier 2007 sur TF6
  - 19 mai 2007 sur M6

- Agam Darshi (Jill)
- Travis Wester (Harry Spangler)
- A. J. Buckley (Ed Zeddmore)
- Colby Johannson (James)
- Kyle Labine (un adolescent)
- Britt Irvin (une adolescente)
- Natasha Peck (une adolescente)
- Jay-Nicolas Hackleman (un adolescent)
- Gerry Mackay (Mr. Goodwin)
- Nicholas Harrison (le tulpa)
- Shane Meier (Craig Thursten)
- Krista Bell (Dana)

- Lieu : Richardson, Texas
- Dans cet épisode, les frères se font des farces à tour de rôles :
  - La cuillère dans la bouche de Sam pendant qu'il dort, par Dean.
  - La voiture déréglée, par Sam.
  - Le poil à gratter, par Dean.
  - La bière collée, par Sam.

### Épisode 18:La Stryge
- États-Unis : 6 avril 2006 sur The WB
- Belgique : 9 février 2007 sur Plug RTL
- France : 
  - 29 janvier 2007 sur TF6
  - 19 mai 2007 sur M6

- Jeffrey Dean Morgan (John Winchester)
- John Prowse (le gérant du motel)
- Ridge Canipe (Dean petit)
- Erica Carroll (la maman dans le parc)
- Alex Ferris (Sam jeune)
- Mary Black (la patiente âgée)
- Penny Cardas (l'infirmière)
- Jeannie Epper (la Stryge)
- Adrian Hough (Dr Hydecker)
- Ari Cohen (Miles Tarnower)
- Venus Terzo (Joanna)
- Colby Paul (Michael)
- Stacee Copeland (Betty)
- Chandra Berg (Gloria)

### Épisode 19:Le Tableau hanté
- États-Unis : 13 avril 2006 sur The WB
- Belgique : 16 février 2007 sur Plug RTL
- France : 
  - 19 février 2007 sur TF6
  - 26 mai 2007 sur M6

- Taylor Cole (Sarah Blake)
- Keith Martin Gordey (Daniel Blake)
- Jody Thompson (Ann Telesca)
- Curtis Caravaggio (Mark Telesca)
- Linden Banks (Isaiah Merchant)
- Jodelle Ferland (Melanie Merchant)
- Barbara Frosch (Evelyn)
- Kenton Reid (le serveur)
- Jay Brazeau (le bibliothécaire)
- Sarah Mutch (Brandi)
- Amy Esterle (l'amie de Brandi)

### Épisode 20:Le Retour des vampires
- États-Unis : 20 avril 2006 sur The WB
- Belgique : 23 février 2007 sur Plug RTL
- France : 
  - 26 février 2007 sur TF6
  - 26 mai 2007 sur M6

- Warren Christie (Luther)
- Anne Openshaw (Kate)
- Dominic Zamprogna (Beau)
- Christine Chatelain (Jenny)
- Terence Kelly (Daniel Elkins)
- Damon Runyan (le petit-ami de Jenny)
- Brenda Campbell (Beth)
- Sean Tyson (Trucker)

### Épisode 21:Délivrance, première partie
- États-Unis : 27 avril 2006 sur The WB
- Belgique : 2 mars 2007 sur Plug RTL
- France : 
  - 26 février 2007 sur TF6
  - 2 juin 2007 sur M6

- David Lovgren (Charlie Holt)
- Sebastian Spence (Tom)
- Erin Karpluk (Monica Holt)
- David Lovgren (Charlie Holt)
- Kaare Anderson (Azazel)
- Richard Sali (le pasteur Jim Murphy)
- Josh Blacker (Caleb)
- Rondel Reynoldson (l'infirmière)
- Serinda Swan (la réceptionniste)
- Jackson et Harrison Hatch (Rosie Holt)

Une fois le colt en leur possession, Meg reprend contact avec John Winchester et ses fils et leur somme de lui donner l'arme. Contre cette dernière, elle promet d'arrêter de tuer toutes les connaissances et amis de la famille. John se rend au rendez-vous avec un faux colt mais Meg n'est pas seule. L'autre démon se rend compte de la supercherie et John se fait capturer.
- Lieu : Salvation, Iowa
- Première utilisation du titre Carry On My Wayward Son, de Kansas qui deviendra emblématique de la série, puisqu'il va conclure les épisodes de chacune des 14 saisons suivantes. A noter qu'il s'agit de la seule saison où le titre introduit l'avant-dernier épisode et non pas le tout dernier.

### Épisode 22:Délivrance, deuxième partie
- États-Unis : 4 mai 2006 sur The WB
- Belgique : 9 mars 2007 sur Plug RTL
- France : 
  - 26 février 2007 sur TF6
  - 2 juin 2007 sur M6

- Jim Beaver (Bobby)
- Nicki Aycox (Meg)
- Sebastian Spence (Tom)
- Matt Riley (le pompier)

Alors que John s'est fait enlever par des démons, Dean et Sam vont retrouver Bobby, un vieil ami de la famille, pour demander de l'aide. Chez ce dernier, Meg fait irruption et se fait piéger par les deux frères. Ils pratiquent ensuite un exorcisme afin de savoir où leur père est séquestré. Une fois le démon renvoyé en enfer, Meg les remercie de l'avoir libérée et confirme les informations sur John, avant de mourir de ses blessures, reçues lors de sa chute quelques semaines plus tôt. 
Les frères se rendent à Jefferson City et parviennent à retrouver leur père dans un immeuble. Après s'être assurés qu'il n'est pas possédé, grâce à de l'eau bénite, les Winchester s'enfuient et Dean se voit obligé d'utiliser le Colt lorsqu'un démon s'en prend à Sam. Ils se rendent ensuite dans une cabane au milieu de la forêt, se cachant d'autres démons qui les poursuivent. Alors que John félicite ses fils de leur plan et minimise la perte des balles pour le Colt, Dean commence à douter ... Les frères comprennent que ce n'est pas leur père et John révèle des yeux jaunes. Il explique qu'un démon de son rang ne craint pas l'eau bénite et que les démons qu'ils ont tués (Meg et Tom) étaient ses enfants. Pour se venger, il torture Dean avant que Sam ne lui tire dans la jambe pour l'arrêter. Alors que leur père reprend le dessus, il demande à Sam d'utiliser la dernière balle du Colt pour lui tirer dans le cœur et ainsi éliminer Azazel pour toujours. Mais Sam refuse et le démon quitte le corps de John.
- Lieu : Jefferson City, Missouri
- Musique de présentation : Fight the Good Fight, de Triumph